# The Collected Works of Billy the Kid
The Collected Works of Billy the Kid (deutsch: „Die gesammelten Werke von Billy the Kid“) ist eine Kammeroper in einem Akt von Gavin Bryars (Musik) mit einem Libretto von Jean Lacornerie nach Michael Ondaatjes Buch The Collected Works of Billy the Kid: Left-Handed Poems. Die Uraufführung fand am 6. März 2018 im Théâtre de la Croix-Rousse in Lyon statt.

## Handlung
Die Oper ist in einen Prolog („Prologue“), neun Szenen („Sequence“) und elf Lieder („Song“) unterteilt:
Prologue
Sequence 1: „Graveyard“ – Song 1: „The Killed“. Auf einem Friedhof gedenkt Billy der vielen von ihm getöteten Menschen. Die Erzählerin beschreibt die Struktur des Friedhofs von Boot Hill und die Todesursachen der dort Begrabenen. 
Sequence 2: „Outdoor“ – Song 2: „Wounds in the Sky“. Die meisten von Billy Opfern sind so schnell gestorben, dass sie es selbst nicht mitbekommen haben. Nur einmal bemerkte er einen schockierten Gesichtsausdruck. Er erzählte niemandem davon.
Song 3: „Moving across the world on horses“. Billy denkt über sein bewegtes Leben und seine vielen Reisen nach.

Pat Garrett

Sequence 3: „Pat Garrett“. Weihnachten 1880 im Fort Sumner. Im November feiert Billy mit vier Freunden seinen 21. Geburtstag. Am folgenden Tag erfahren sie, dass Pat Garrett zum Sheriff ernannt wurde. Der stellt ihm ein Ultimatum: Billy müsse das Land verlassen, oder er werde ihn zu fassen bekommen. Die Erzählerin beschreibt Pat als perfekten Attentäter, der ungerührt Menschen töten konnte und sich als Jugendlicher selbst heimlich die französische Sprache beibrachte. Später übte er systematisch das Trinken starker Alkoholika, wurde abhängig und geriet auf die schiefe Bahn. Er brach in ein Haus ein und heiratete die Bewohnerin, die ihn dabei ertappte. Seine Frau Juanita starb zwei Wochen später an Schwindsucht.
Song 4: „What happend in Garrett’s mind“. Die Frauenstimme erzählt weiter: Pat erschien einen Monat später in Sumner, wo er zehn Jahre lang als Rancher arbeitete. Er heiratete Apolinaria Gutierrez und bekam fünf Söhne.
Song 5: „Cross a river“. Billy durchquert mit seinem Pferd einen Fluss und schießt einen Vogel.
Sequence 4: „Sally Chisum“. Im Jahr 1924 erinnert sich Sally Chisum, nun Mrs. Roberts, an die vielen Gäste ihrer Farm.
Song 6: „A hand as small as my own“. Sally erzählt, dass auch Billy häufig auf die Ranch kam und dort eine oder zwei Wochen blieb. Sie hatte zunächst Angst vor ihm, doch ihr Mann John Chisum bezeichnete ihn als Freund. Billy war ein gut aussehender junger Mann, der ausschließlich seine rechte Hand nutzte – die linke Hand war dem Schießen vorbehalten. Damit die Muskeln nicht verkümmerten, machte er damit zwölf Stunden täglich Fingerübungen.
Sequence 5: „Snow“. Im Januar befindet sich Billy mit seinen drei Freunden Charlie, Wilson und Dave Rudabaugh in Tivan Arroyo (Stinking Springs, New Mexico). Charlie geht hinaus in den Schnee, um Holz zu holen und die Pferde zu füttern. Draußen wartet Pat Garrett. Billy schießt, trifft aber nur seinen Schulterbesatz. Charlie bewegt sich langsam auf Pat zu. Es gibt keinen anderen Ausweg aus der Hütte als die Tür. Die Pferde warten draußen.
Sequence 6: „Delirium“. Billy befindet sich drei Tage lang im Delirium. Die Erzählerin berichtet, dass er von einem Unbekannten zum Haus der Chisums gebracht wurde. Sally kümmert sich um ihn, obwohl er sie in seinem Wahn nicht mehr erkennt. Sie reibt seine erfrorenen Beine ein.
Song 7 (Duet): „Her shoes off, so silent“. Als Sally sich barfuß Billy nähert, ergreift er ihre Beine und vergleicht sie mit seinen eigenen. Ein Papagei fängt an zu plappern. Billy und Sally verstehen den Grund für die ganze Gewalt nicht mehr.
Sequence 7: „Angela D“. Billy kündigt ein Lied über die berühmte Prostituierte A. D. an.
Song 8: „Miss Angela D“. Billy besingt die Schönheit der Angela Dickinson. Unter anderem vergleicht er ihren Mund mit dem einer Biene.
Sequence 8: „Sentenced“. Eine Frauenstimme verliest Billys Urteil: Er soll nach Lincoln verbracht und dort am 13. Mai gehenkt werden.
Song 9 (Duet): „Bullet claws coming at me“. Eine Frauen- und eine Männerstimme singen über das Gefühl, erschossen zu werden.
Sequence 9: „Final minutes“. Mitternacht in Texas. Die Erzählerin beschreibt, wie Pat Garrett mit seinen Deputies Poe und Mackinnon auf einen großen Platz mit einem Brunnen, Häusern und Schuppen reitet. Sie steigen langsam ab und betreten die Hütte von Pete Maxwell, wo dieser schlafend auf seinem Bett liegt. Seit drei Monaten sind sie auf der Suche nach Billy, und Pat glaubt, dass Maxwell seinen Zufluchtsort kennt. Billy befindet bereits in der Nähe in der Hütte von Celsa Gutierrez. Er geht hinaus, um Fleisch aus dem Eishaus zu holen. Dabei bemerkt er die beiden Männer vor dem Zimmer seines Freundes Maxwell. Da sie seine Ansprache ignorieren, tritt er ein und ruft nach Pete, der aber nicht antwortet. Garrett, der seine Stimme erkannt hat, versteckt sich hinter Maxwell im Bett. Billy schüttelt Pete, um ihn zu wecken. Dabei bemerkt er die Stiefel des Eindringlings. Garrett schießt.
Song 10: „The end of it, lying at the wall“. Billy beschreibt die letzten Momente seines Lebens.
Song 11: „William’s dead“. Die Erzählerin vergleicht Billys Blut mit einem langen Fluss, der an seiner Seite herabfließt. Nachdem es getrocknet war, wurde Billys Leiche gereinigt. Die Kugeln, die ihn getötet hatten, wurden an den Texas Star verkauft und fotografiert. Billy starb, wie er es vorausgesehen hatte.

## Gestaltung
Der Stil des Komponisten Gavin Bryars lässt sich als „Post-Minimalismus“ beschreiben. Er nutzte die gesamte Bandbreite der menschlichen Stimme. Die Lieder erinnern stilistisch an den Blues.
Die Oper benötigt sechs Spieler mit den folgenden Instrumenten:
- Schlagzeug 1: Vibraphon (mit Bogen), vier Holzblöcke, zwei Triangeln, zwei Becken (splash und ride), zwei Tomtoms (10’’ und 8’’)
- Schlagzeug 2: Marimba (gemeinsam mit Schlagzeug 3), Xylophon, Glockenspiel (mit Bogen), zwei Triangeln, vier Tempelblocks, zwei Tomtoms (14’’ und 12’’), Gummiball
- Schlagzeug 3: Marimba (gemeinsam mit Schlagzeug 2), vier Holzblöcke, zwei Triangeln, Wassergong, zwei Becken (22’’ ride, sizzle), zwei Tomtoms (18’’ Bass und 15’’)
- Schlagzeug 4: Bassmarimba, Tamtam (mit Bogen), große Trommel, vier Tempelblocks, zwei Tomtoms (16’’ und 14’’), Gummiball
- Klavier
- Violine

## Werkgeschichte
The Collected Works of Billy the Kid ist ein Auftragswerk des Théâtre de la Croix-Rousse (Lyon) und des Théâtre de La Renaissance Lyon-Métropole (Oullins), die es mit dem bereits 1990 uraufgeführten Liederzyklus Calamity Jane to Her Daughter von Ben Johnston zu einem Musiktheater-Abend mit dem Titel Calamity / Billy – A Two-part Paradise Lost zusammenstellten. Den Anstoß zu der Produktion gab der Regisseur Jean Lacornerie, der Calamity Jane to Her Daughter bereits zuvor inszeniert hatte. In Calamity / Billy stehen zwei mythische Figuren des Amerikanischen Westens im Mittelpunkt. Der Text der Oper basiert auf Michael Ondaatjes Buch The Collected Works of Billy the Kid: Left-Handed Poems, das „Augenzeugenberichte, Zeitungsartikel, Fotografien und halluzinierte Gedichte“ vereint. Nicht alle darin erzählten Begebenheiten entsprechen der historischen Realität. Ondaatje mischte echte Dokumente mit geschickten Fälschungen. Lacornerie meinte dazu, dass diese Sicht auf die Westernhelden „realer“ sei „als die Realität“, tiefer und reichhaltiger. Ondaatje selbst überarbeitete seinen Text für die Vertonung durch den Komponisten Gavin Bryars, der in den 1960er Jahren Kurse bei Johnston besucht hatte.
Die Uraufführung fand am 6. März 2018 im Théâtre de la Croix-Rousse in Lyon statt. Die Sänger waren Claron McFadden (Sopran) und Bertrand Belin (Bariton). Das Ensemble „Les Percussions Claviers de Lyon“ spielte unter der musikalischen Leitung von Gérard Lecointe. Die Inszenierung stammte von Jean Lacornerie, die Kostüme von Marion Benages und das Bühnenbild von Marc Lainé und Stephan Zimmerli. Bei der Aufführung trug Belin auch Ausschnitte aus Michel Lederers französischer Übersetzung der Buchvorlage vor.
Nach weiteren Aufführungen in Chambéry, Belfort, Bourges, Echirolles, Andrézieux-Bouthéon, Genf, Saint-Quentin-en-Yvelines, Brügge und Rotterdam wurde die Produktion auch im Rahmen des Armel Opera Festivals im Müpa Budapest gezeigt. Dort wurde sie mit dem „Best Production Award“ ausgezeichnet. Ein Videomitschnitt wurde auf Arte Concert bereitgestellt.